# Engyprosopon raoulensis
Engyprosopon raoulensis är en fiskart som beskrevs av Amaoka och Mihara, 1995. Engyprosopon raoulensis ingår i släktet Engyprosopon och familjen tungevarsfiskar. Inga underarter finns listade i Catalogue of Life.